# モルジュ戦線
モルジュ戦線（Front Morges）とは戦間期ポーランドの穏健主義（＝真の保守主義）政党連盟。キリスト教民主党、国民労働党、ユゼフ・ハラー連合が加盟していた。
1936年にスイスのモルジュ村にて、ヴワディスワフ・シコルスキ将軍とイグナツィ・パデレフスキ元首相により結成。その他主な活動家としては、ユゼフ・ハラー・ド・ハーレンブルク、ヴォイチェフ・コルファンティ、カロル・ポピエルがいる。活動家のうちの何人かはユゼフ・ピウスツキのサナツィア（清浄化）体制を嫌って国外移住していた。彼らはサナツィア体制に反対し、パデレフスキを大統領、ヴィンツェンティ・ヴィトスを首相とする新政権発足を望んだ。モルジュ戦線は民主化とフランスとのより緊密な同盟を求めた。フランスとの同盟はポーランドにおける支持を得られなかったが、モルジュ戦線の活動は最終的にポーランド国内における新政党の結成につながった。それが1937年に発足した労働党である。
モルジュ戦線は労働党という新しい組織を作ったが、これは1939年から1945年の期間におけるポーランド亡命政府の政治的基礎となった。

## 参照
1. ↑  Historical dictionary of Poland, 966-1945 - Page 151 Jerzy Jan Lerski, Piotr Wróbel, Richard J. Kozicki - 1996 -"Front Morges tried to enlarge its influence and formed a new organization, the Labor Party (Partia Pracy).* It was one of the parties which constituted the political basis for the Polish Government-in- Exile* during 1939-1945."